# Tusk (Fleetwood Mac)
Tusk è il dodicesimo album del gruppo rock dei Fleetwood Mac, pubblicato nel 1979. In origine era un doppio album con numerosi brani sperimentali e brevi scritti da Lindsey Buckingham.

## Tracce
1. Over and Over (Christine McVie) – 4:36
2. The Ledge (Lindsey Buckingham) – 2:02
3. Think About Me (C. McVie) – 2:44
4. Save Me a Place (Buckingham) – 2:40
5. Sara (Stevie Nicks) – 6:26
6. What Makes You Think You're the One (Buckingham) – 3:32
7. Storms (Nicks) – 5:29
8. That's All for Everyone (Buckingham) – 3:04
9. Not That Funny (Buckingham) – 3:13
10. Sisters of the Moon (Nicks) – 4:45
11. Angel (Nicks) – 4:53
12. That's Enough for Me (Buckingham) – 1:48
13. Brown Eyes (C. McVie) – 4:30
14. Never Make Me Cry (C. McVie) – 2:14
15. I Know I'm Not Wrong (Buckingham) – 3:02
16. Honey Hi (C. McVie) – 2:43
17. Beautiful Child (Nicks) – 5:23
18. Walk a Thin Line (Buckingham) – 3:48
19. Tusk (Buckingham) – 3:36
20. Never Forget (C. McVie) – 3:44

## Formazione
- Stevie Nicks - voce
- Lindsey Buckingham - chitarra, voce
- Christine McVie - tastiera, sintetizzatore, voce
- John McVie - basso
- Mick Fleetwood - batteria